# Cataglyphis cinnamomeus
Cataglyphis cinnamomeus är en myrart som först beskrevs av Vladimir Aphanasjevich Karavaiev 1910.  Cataglyphis cinnamomeus ingår i släktet Cataglyphis och familjen myror. Inga underarter finns listade.